# Aretacja
Aretacja  - fizyczne unieruchomienie elementów ruchomych urządzenia w pozycji neutralnej, w celu ich zabezpieczenia przed uszkodzeniem podczas przenoszenia, lub przechowywania. 
Słowo powstało od francuskiego arrêt, czyli zatrzymanie.

## Przykłady
- dźwigniowe wagi laboratoryjne aretuje się gdy nie są one użytkowane w celu ograniczenia zużycia precyzyjnych elementów mechanicznych
- bębny pralek ładowanych od góry są fabrycznie przykręcane od zewnątrz do obudowy, w celu ochrony amortyzatorów przed przeciążeniami powstałymi w czasie transportu.